# Microspathodon chrysurus
Microspathodon chrysurus – gatunek morskiej ryby okoniokształtnej z rodziny garbikowatych (Pomacentridae).

## Występowanie
Gatunek ten występuje w wodach Oceanu Atlantyckiego od Bermudów, południowej Florydy i Zatoki Meksykańskiej przez Morze Karaibskie do Brazylii; także wokół wyspy Trinidade na wschód od Brazylii. Można je zaobserwować nawet do 120 m p.p.m, jednak przeważnie występują na głębokości do 10 metrów.

## Charakterystyka
Zazwyczaj mierzą około 15 cm, jednak największe osobniki miały nawet 21 cm. Młode osobniki są ciemnoniebieskie z przezroczystym ogonem i jaskrawoniebieskimi planikami na ciele. Dorosłe są natomiast żółte, ich ogon jest również żółty, jednak w intensywniejszym odcieniu. Łuski mają ciemne widoczne krawędzie.
Żywi się algami oraz skorupiakami, natomiast młode osobniki żywią się polipami koralowców.